# Ugo Rangoni (vescovo)
Ugo Rangoni (Modena, 1485 circa – Modena, 28 agosto 1540) è stato un vescovo cattolico italiano.

## Biografia
Era figlio del condottiero Gherardo Rangoni, conte di Castelvetro e Livizzano e di Violante Contrari.
Eletto vescovo di Reggio nel 1510 da papa Giulio II per riconoscenza ai Rangoni, in seguito alla conquista di Modena da parte dello Stato della Chiesa. Nel 1516 promosse un sinodo. Visse per lo più a Roma e nel 1525 fu inviato da papa Clemente VII alla corte del re di Francia. Nel 1533 venne inviato in Germania come delegato apostolico per promuovere un tentativo di giungere a un concilio da tenersi a Mantova e che ponesse fine alla separazione fra cattolici e luterani. Richiamato dalla nunziatura forse per incapacità, al ritorno dalla Germania fu nominato governatore di Parma e Piacenza. Papa Paolo III nel 1534 lo volle alla corte pontificia e nel 1539 lo nominò nunzio straordinario presso Carlo V.
Morì a Modena nel 1540 e fu sepolto nel duomo di Reggio Emilia.